# Cestrum bolivianum
Cestrum bolivianum är en potatisväxtart som beskrevs av Francey. Cestrum bolivianum ingår i släktet Cestrum och familjen potatisväxter. Inga underarter finns listade i Catalogue of Life.